# La Sangsue (nouvelle de Robert Silverberg)
Ne doit pas être confondu avec La Sangsue (nouvelle de Robert Sheckley).
La Sangsue ou Tant de chaleur humaine (titre original : Warm Man) est une nouvelle de science-fiction de Robert Silverberg. 

## Publications
Entre 1957 et 2012, la nouvelle a été éditée à une vingtaine de reprises dans des recueils de nouvelles de Robert Silverberg ou des anthologies de science-fiction.

### Publications aux États-Unis
La nouvelle est parue en mai 1957 sous le titre Warm Man dans le magazine The Magazine of Fantasy & Science Fiction. Elle a ensuite été régulièrement rééditée dans divers recueils de Robert Silverberg et diverses anthologies.

### Publications en France
La nouvelle a été publiée pour la première fois en 1958 dans la revue Fiction sous le titre La Sangsue puis en 1983 dans l'anthologie Histoires parapsychiques et dans l'anthologie Chute dans le réel (1996) avec une traduction de Suzanne Rondard.
Elle est publiée en 2002 dans le recueil Le Chemin de la nuit, avec une traduction de Jacques Chambon sous le titre Tant de chaleur humaine.
Elle est l'une des 124 « meilleures nouvelles » de Silverberg sélectionnées pour l'ensemble de recueils Nouvelles au fil du temps, dont Le Chemin de la nuit est le premier tome.

### Publications dans d'autres pays
La nouvelle est parue :
- en Allemagne :
  - en 1963 sous le titre Der Empath ;
  - en 1972 sous le titre Der Gütige ;
- en Finlande, en 1993, sous le titre Lämpöinen mies.

## Résumé
Davis Hallinan est un homme à qui on a envie de se confier. Dès qu'on parle avec lui, on se sent en confiance, on sait qu'on peut lui raconter nos doutes, nos espoirs, nos peurs… C'est pourquoi M. Hallinan est si bien considéré dans cette petite ville : on a besoin de lui, et lorsqu'il ne vient pas à une réception, celle-ci est ratée. Et M. Hallinan continue sa petite vie solitaire et mystérieuse, jusqu'à ce qu'il croise la route d'un enfant qui vient de se faire frapper par d'autres enfants. 
Mais cet enfant, Lonny Dewitt, est comme Hallinan : il a des pouvoirs psychiques. Et Lonny déverse involontairement sur M. Hallinan ses craintes et sa souffrance. M. Hallinan, épuisé d'être une véritable « sangsue » apte à capter les flux psychiques des gens, ne peut pas supporter la souffrance de Lonny et s'écroule, psychiquement mort. Lonny constate avec stupéfaction la mort de ce monsieur qui semblait si gentil, et qui lui ressemblait tellement…